# Robert J. Sampson
Robert J. Sampson (* 1955) ist ein US-amerikanischer Kriminologe und international führenden Vertreter seines akademischen Fachs.
Er ist Mitglied der American Academy of Arts and Sciences (seit 2005), der National Academy of Sciences (seit 2006) und der American Philosophical Society (seit 2011). 2012 amtierte er als Präsident der American Society of Criminology. 2016 wurde er zum auswärtigen Mitglied der British Academy gewählt.

## Forschung
Sampson ist Professor für Kriminologie und Soziologie an der Harvard University. Seine bekanntesten Bücher zur Entwicklungskriminologie verfasste er gemeinsam mit John H. Laub. Die Autoren entwickelten unter anderem die Theorie der turning points (Lebenswendepunkte, zum Beispiel Heirat, Kriegsdienst oder Umzug), die zum Abbruch der kriminellen Karriere führen können. Sampson und Laub konnten ihre Annahmen durch eine Analyse der Langzeitstudie des Ehepaars Glueck empirisch belegen.
2011 wurde er (wie auch Laub) mit dem Stockholm Prize in Criminology ausgezeichnet. 2016 erhielt er von der Universität Utrecht den Ehrendoktortitel.

## Schriften (Auswahl)
- mit John H. Laub: Crime in the Making. Pathways and Turning Points Through Life. Harvard University Press, Cambridge MA 1993, ISBN 0-674-17604-9.
- mit John H. Laub: Shared Beginnings, Divergent Lives. Delinquent Boys to Age 70. Harvard University Press, Cambridge MA u. a. 2003, ISBN 0-674-01191-0.